# 歩兵第9連隊
歩兵第9連隊（ほへいだいくれんたい、歩兵第九聯隊）は、大日本帝国陸軍の連隊のひとつ。

## 沿革
- 1874年（明治7年）5月 - 第5大隊を基幹に改編

12月18日 - 軍旗拝受
- 1877年（明治10年） - 西南戦争に従軍
- 1895年（明治28年）4月～12月 - 日清戦争で大連に到着するがすでに講和談判中で参戦せず。講和成立後も12月まで遼東半島に留まり、守備の任についたあと、年末に帰還。
- 1896年（明治29年）1月 11月- 台湾「賊徒」討伐に加わり、のち台北市で守備警戒の任につく。7月～11月数回に分かれて次々に帰還。
- 1904年（明治37年） - 日露戦争に従軍
- 1919年（大正8年） - シベリア出兵、満州の警備につく
- 1921年（大正10年） - 帰還
- 1925年（大正14年） - 宇垣軍縮にともない京都へ移駐し第4師団から第16師団に所属変更
- 1937年（昭和12年）9月14日 - 日中戦争勃発、塘沽に上陸し順徳を占領、南京攻略戦ののち華北へ転戦する
- 1939年（昭和14年）8月 - 帰還
- 1941年（昭和16年）12月22日 - ルソン島リンガエン湾に上陸し第一次・第二次バターン半島攻略戦、コレヒドール島攻略戦に参加
- 1942年（昭和17年） - カマリネス・スル州ナガに移動、南部ルソン島とビサヤ諸島の守備につく
- 1944年（昭和19年） - サマール島に移動

7月19日 - レイテ島に進出
10月27日 - ロビ山脈に後退
12月6日 - 和号作戦、ブラウエン飛行場を奪回するにみえたが、アメリカ軍の反撃を受け連隊は壊滅する
- 1945年（昭和20年）8月 - 終戦

## 歴代連隊長
| 代 | 氏名         | 在任期間                | 備考                |
| -- | ------------ | ----------------------- | ------------------- |
| 1  | 竹下弥三郎   | 1874.6.1 -              | 中佐                |
| 2  | 津田正芳     | 1876.5.10 -             | 少佐（心得）        |
| 3  | 山口素臣     | 1877.11.12 - 1880.4.25  | 少佐（心得）        |
| 4  | 高島信茂     | 1880.5.4 - 1883.6.22    | 中佐、1882.2.大佐   |
| 5  | 井戸順行     | 1883.6.27 -             | 中佐                |
| 6  | 高橋惟則     | 1887.4.22 -             | 中佐                |
| 7  | 内藤正明     | 1889.3.14 - 1895.2.16   | 中佐、1892.12.大佐  |
| 8  | 田村怡与造   | 1895.2.22 - 9.1         | 中佐                |
| 9  | 草場彦輔     | 1895.10.5 -             | 中佐、1899.9.大佐   |
| 10 | 中村無一     | 1903.5.14 -             | 中佐                |
| 11 | 岩田正吉     | 1904.11.18 -            | 中佐、1905.3.4戦傷  |
| 12 | 遠藤伸二郎   | 1905.3.8 -              | 中佐                |
| 13 | 中村無一     | 1906.10.23 - 1907.12.8  |                     |
| 14 | 斎藤力三郎   | 1907.12.8 - 1909.1.28   |                     |
| 15 | 木村捨馬     | 1909.1.28 - 5.28        |                     |
| 16 | 今屋友次郎   | 1909.5.28 - 1912.11.30  | 中佐、1909.5.29大佐 |
| 17 | 市川堅太郎   | 1912.11.30 - 1914.11.30 |                     |
| 18 | 船橋芳蔵     | 1914.11.30 -            |                     |
| 19 | 木原仙八     | 1918.7.19 -             |                     |
| 20 | 斎藤徳匡     | 1921.6.28 -             |                     |
| 21 | 瀬戸口弥太郎 | 1924.2.4 -              |                     |
| 22 | 名越時中     | 1927.8.26 -             |                     |
| 23 | 中村半之助   | 1930.8.1 -              |                     |
| 24 | 舞伝男       | 1933.3.18 -             |                     |
| 25 | 兼久幸一     | 1935.3.15 -             |                     |
| 26 | 片桐護郎     | 1937.8.2 -              |                     |
| 27 | 古閑健       | 1938.7.15 -             |                     |
| 28 | 河越重定     | 1939.8.1 -              |                     |
| 29 | 上島良雄     | 1940.8.27 - 1941.12.30  | 戦死                |
| 30 | 武智漸       | 1942.1.2 - 11.1         | 戦死                |
| 末 | 神谷保孝     | 1942.11.11 - 1944.12.8  | 戦死                |